# サンタンブロワーズ駅
サンタンブロワーズ駅 (サンタンブロワーズえき、仏：Saint-Ambroise) は、フランス・パリ11区にあるメトロ (地下鉄)9号線 の駅。
1933年12月10日に開業した。
駅名は、近くにあるサンタンブロワーズ教会にちなむ。

## 駅周辺
- サンタンブロワーズ教会

## 隣の駅
■9号線
オベルカンフ（Oberkampf） - サンタンブロワーズ -  ヴォルテール （Voltaire）

## ギャラリー

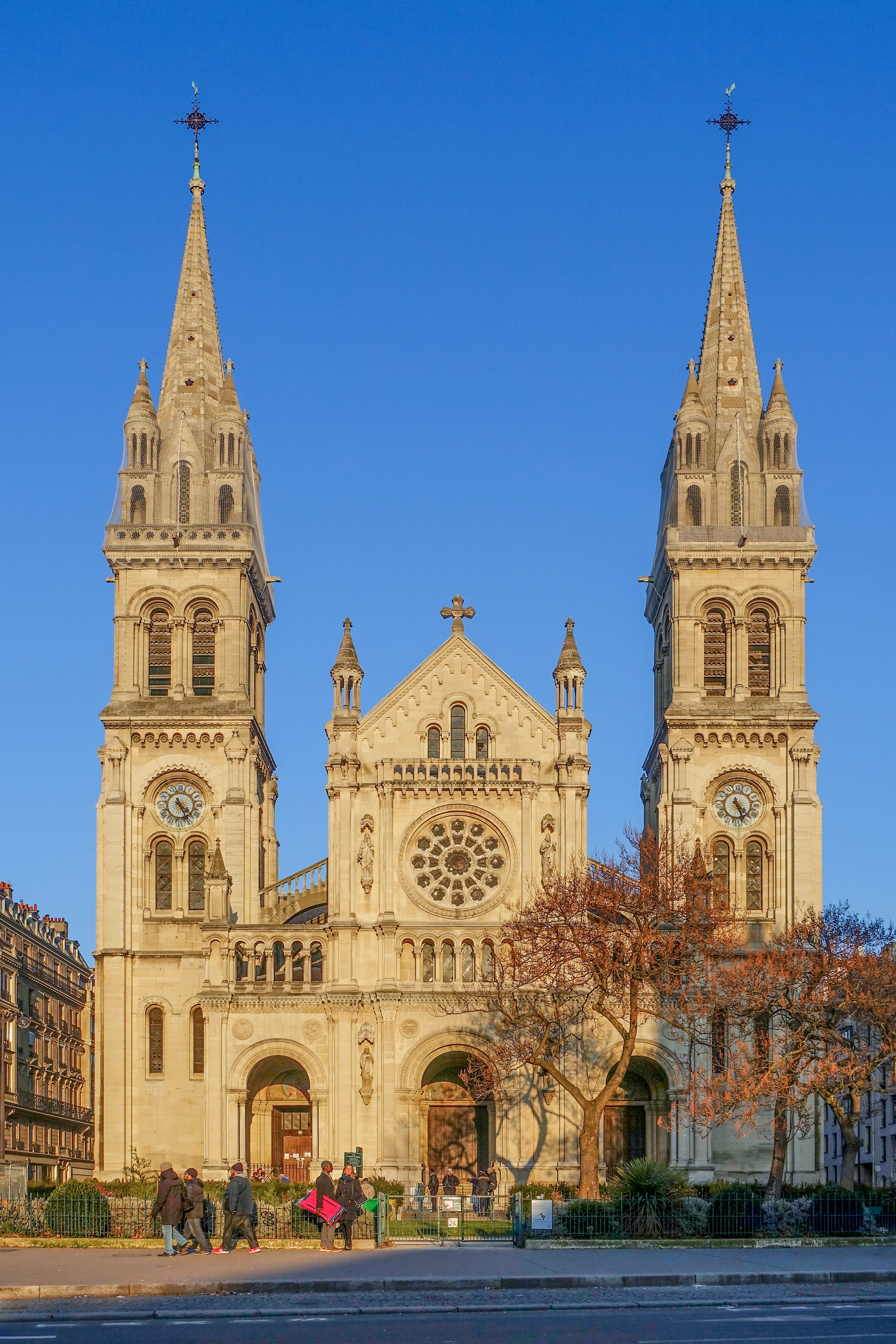
サンタンブロワーズ教会